# ヘンリー・アダムスの教育
『ヘンリー・アダムズの教育』（The Education of Henry Adams）は、ボストン市民であったヘンリー・アダムズ（1838年 - 1918年）が、その晩年に至り、自分が青年時代を過ごした19世紀と何もかもが変わってしまった20世紀初頭をどのような辛酸をなめつつ生き抜いたかを記録したものである。これは、19世紀の教育理論と教育方法への痛烈な批判となっている。1907年、アダムズはこの本を自費で印刷し、ごく限られた友人たちに回覧した。商業ベースで出版されたのは、アダムズが1918年に亡くなった後のことで、翌年ピューリッツァー賞を受賞した。

## 概略
『教育』は、アダムズの行動というよりも、むしろ彼の内省の記録といった性格を持っている。これは、彼の生涯を通して起きた社会的、技術革新的、政治的、そして知的な変化についての拡大的な覚書といってもいいようなものである。アダムズは、伝統的な教育は自分がこのような急激に変動していく社会に対処していくのに役立たなかったと結論づけている。そのため、彼は自ら自己教育するしかなかったのである。この本の大筋の流れは、いかにして「まっとうな」と考えられていた教育と彼の青春時代の思惑が時間の浪費になってしまったか、そして彼の経験、友情、そして読書による自己教育の探究に充てられている。
今日の世界のさまざまな様相は、アメリカの南北戦争と第一次世界大戦の間の50年間に出現してきた。つまりアダムズの成人になってからの人生とほぼ一致している。『教育』の重要なテーマの一つは、著者の生涯にわたって展開されたこの科学の急速な進歩に対する当惑と関心である。彼はそれを往々にして第二次産業革命と呼んでいるが、自分ではそれが「電気」という言葉に尽きると考えていた。
『教育』は、X線や放射能という最近の発見について言及し、マルコーニやエドアール・ブランリーを引用しながら、電波についても知識のあるところを見せている。アダムズは、1902年には早くも自動車を購入し、これでフランスでの夏に「モン・サン・ミッシェルとシャルトル」を回るのに便利になるといっている。1904年に私家版で、研究書『モン・サン・ミシェルとシャルトル』を出している。
アダムズは、20世紀には車がそれまで以上に爆発的な変化をもたらすだろうと正確に予言している。彼は、古典、歴史と文学に基礎をおいた彼の正規の教育が、たとえそれが当時の流行であったにせよ、1890年代、1900年代の科学の爆発的進歩を捉えるのに必要な科学的、数学的知識を与えてくれなかったと、繰り返し嘆いている。
2つの特徴が『教育』をその他の通常の自伝から区別している。そのひとつは、これが三人称で語られているということ、二つ目は、それがたびたび皮肉とユーモアに富んだ自己批判を見せていることである。『教育』は、アダムズの多年にわたる友情に言及する。その友人とは、一人は中西部にいる地質学者、クラレンス・キングで、もう一人はアメリカの外交官、ジョン・ミルトン・ヘイである。
『教育』は、アダムズの結婚、病気、1885年の彼の妻クローバーこと、マリアン・フーパー・アダムズ(en:Marian Hooper Adams)の自殺については語っていない。妻に限らず、女性についての記述はほとんど皆無である。
アダムズは、実にいろいろな仕方で素晴らしく思索に富み、自己批判を交えて語っているが、いずれにせよ、彼がありのままの経験から学んだことについては、歯切れのよい仕方ではかたっていない。ただし、彼は実際のところ間接的には自分の結婚にして言及している。たとえば、彼が妻と作ってきた思い出の場所が単なる観光名所になってしまったと嘆いているような箇所などである。より一般的にいうならば、彼の人物像は、その死後かなり変わってきていることを注記しておく。

## 内容
ヘンリー・アダムズの生涯の物語は、アメリカ合衆国の独立から生まれてきたアメリカの政治的貴族政治の中にその根を持っている。
彼は、アメリカ合衆国大統領ジョン・クィンシー・アダムズの孫、大統領で、アメリカ建国の父ジョン・アダムズの曾孫であった。彼の父、チャールズ・フランシス・アダムズは、アメリカ南北戦争当時、アメリカ合衆国の公使としてイギリスにあり、のちに下院議員に選出された。彼の兄、ブルックス・アダムズ(en:Brooks Adams)は著名な歴史家で社会批評家である。ヘンリー・アダムズは、アメリカで当時受けられる最高の正規の教育を受け、その他のありとあらゆる特権を享受したのである。これが『教育』をこれほどまでに重要なものにしている社会的な背景である。しかし、成功を掴んだということは、アダムズのような倦むことを知らない人間にとってさほど多くのことを意味しているわけではない。彼の父方の家系からくる特権を利用するよりも、彼はそれやその他の利点を評価し、それらに足りないものを補おうとしたのである。

## 評価
『教育』は、アメリカ合衆国のノンフィクション文献の中で、ベンジャミン・フランクリンの『フランクリン自伝』 (The Autobiography of Benjamin Franklin) 、『ルイス・クラーク探検隊』 (Lewis and Clark Expedition) といった記録と並ぶ重要度を持っている。それは19世紀後半のアメリカ合衆国の政治生活の実態を鋭いまなざしでうかがわせてくれ、しかもユリシーズ・S・グラントの自伝のように自己弁護に陥ることもない。『教育』は、20世紀のベスト・ノンフィクションのモダンライブラリーのうち、1998年のリストではトップに位置づけられ、その数年後インターカレッジ・スタディインスティテュートにより、20世紀のベストブックの候補にも挙げられた。ホームスクールで学ぶ人たちや非就学者たちも、それがプロイセン風やヨーロッパの学校教育制度からきたアメリカの教育制度に対する強力なアンチテーゼを提起した稀有のケースとして、『教育』を評価している。彼らは1850年以前に主流であった自己管理型の教育の在り方に親近感を持ち、また自らの読書、議論、考察、そして経験をよりどころにした教育に好感を抱いている。

## 引用
- Chaos often breeds life, when order breeds habit. - 秩序は習慣を養うが、混乱は人生を養う。
- The Ego has ... become a manikin on which the toilet of education is to be draped in order to show the fit or misfit of the clothes. The object of study is the garment, not the figure. - エゴは、…それによって教育の化粧室が、服がその人に似合うかどうか見せるためのマネキンになつてしまった。勉強の目的は、その人となりではなく、衣服になり下がってしまった。
- Chaos was the law of nature; Order was the dream of man. - 混乱は自然の法則であり、秩序は人の夢である。
- Practical politics consists of ignoring facts. - 実際の政治とは、事実を無視することから始まる。
- Politics, as a practice, whatever its professions, has always been the systematic organization of hatreds. - 職業としてであれ、実際に行う政治とは、嫌悪の体系的な組織であった。
- No mind is so well balanced as to bear the strain of seizing unlimited force without habit or knowledge of it; and finding it disputed with him by hungry packs of wolves and hounds whose lives depend on snatching the carrion.
- Nothing in education is so astonishing as the amount of ignorance it accumulates in the form of inert facts.
- From cradle to grave this problem of running order through chaos, direction through space, discipline through freedom, unity through multiplicity, has always been, and must always be, the task of education, as it is the moral of religion, philosophy, science, art, politics and economy; but a boy's will is his life, and he dies when it is broken, as the colt dies in harness, taking a new nature in becoming tame.